# آندریامباوونتسونا
آندریامباوونتسونا (به لاتین: Andriambavontsona) یک منطقهٔ مسکونی در ماداگاسکار است که در بخش انالالاوا واقع شده‌است. آندریامباوونتسونا ۹٬۰۰۰ نفر جمعیت دارد و ۵۰ متر بالاتر از سطح دریا واقع شده‌است.